# Sjur Lindebrække
Sjur Lindebrække (ur. 6 kwietnia 1909 w Voss, zm. 1 października 1998 w Bergen) – norweski bankowiec i polityk, przewodniczący Partii Konserwatywnej, deputowany.

## Życiorys
Z wykształcenia prawnik, studia ukończył w 1931, kształcił się także w Wielkiej Brytanii i we Francji, a w 1948 uzyskał doktorat. Krótko związany z branżą prawniczą, od 1936 zatrudniony w Bergens Privatbank, m.in. w latach 1959–1968 zajmował stanowisko dyrektora zarządzającego. Jednocześnie był aktywnym działaczem politycznym. W latach 1945–1949 i 1950–1953 zasiadał w Stortingu. Był wiceprzewodniczącym Partii Konserwatywnej (1950–1954), a w latach 1962–1970 stał na czele tego ugrupowania. Członek Norweskiego Komitetu Noblowskiego od 1976 do 1981.
Jego siostrą była Tikken Manus, działaczka norweskiego ruchu oporu w okresie II wojny światowej, małżonka Maxa Manusa. Odznaczony Kawalerią I Klasy Orderu św. Olafa.